# Quorida de Treho
Vous lisez un « bon article » labellisé en 2022.
Quorida de Treho (née le 29 avril 2004) est une jument de robe alezane, inscrite au registre généalogique du Selle français, fille de Kannan et de Dalais, par Tolbiac des Forêts. Née à Cruguel dans le Morbihan (Bretagne), elle est montée en saut d'obstacles, terminant avec succès le cycle classique de saut d'obstacles. Montée ensuite par le cavalier franco-suisse Romain Duguet, le couple atteint le niveau des concours internationaux, décrochant le saut Hermès, le CSIO de Saint-Gall et la médaille de bronze des championnats d'Europe par équipes en 2015, ainsi que deux fois l'étape de la coupe du monde d'Helsinki, en 2015 et 2016. Quorida est élue cheval de l'année 2015 en Suisse par les lecteurs germanophones de PferdeWoche.
Blessée à deux reprises, elle est mise à la retraite sportive en septembre 2018, à l'âge de 14 ans. Ses trois premiers poulains naissent en mai 2020.

## Histoire

### Jeunes années
Quorida de Treho naît le 29 avril 2004, dans l'élevage de Dominique Mauny situé à Cruguel dans le Morbihan, en Bretagne,. Sa naissance est le résultat d'une collaboration avec l'éleveur Olivier Le Viot, de Cesson-Sévigné.
Débourrée à 3 ans, elle est alors montée par Dominique Mauny, qui est aussi l'un de ses co-éleveurs, de l'âge de 4 ans jusqu'à ses 6 ans. Elle est montée en 2011, l'année de ses 7 ans, par Guillaume Batillat, avec lequel elle termine 3e du Critérium de Fontainebleau,.

### Années de compétition sous le drapeau suisse avec Romain Duguet

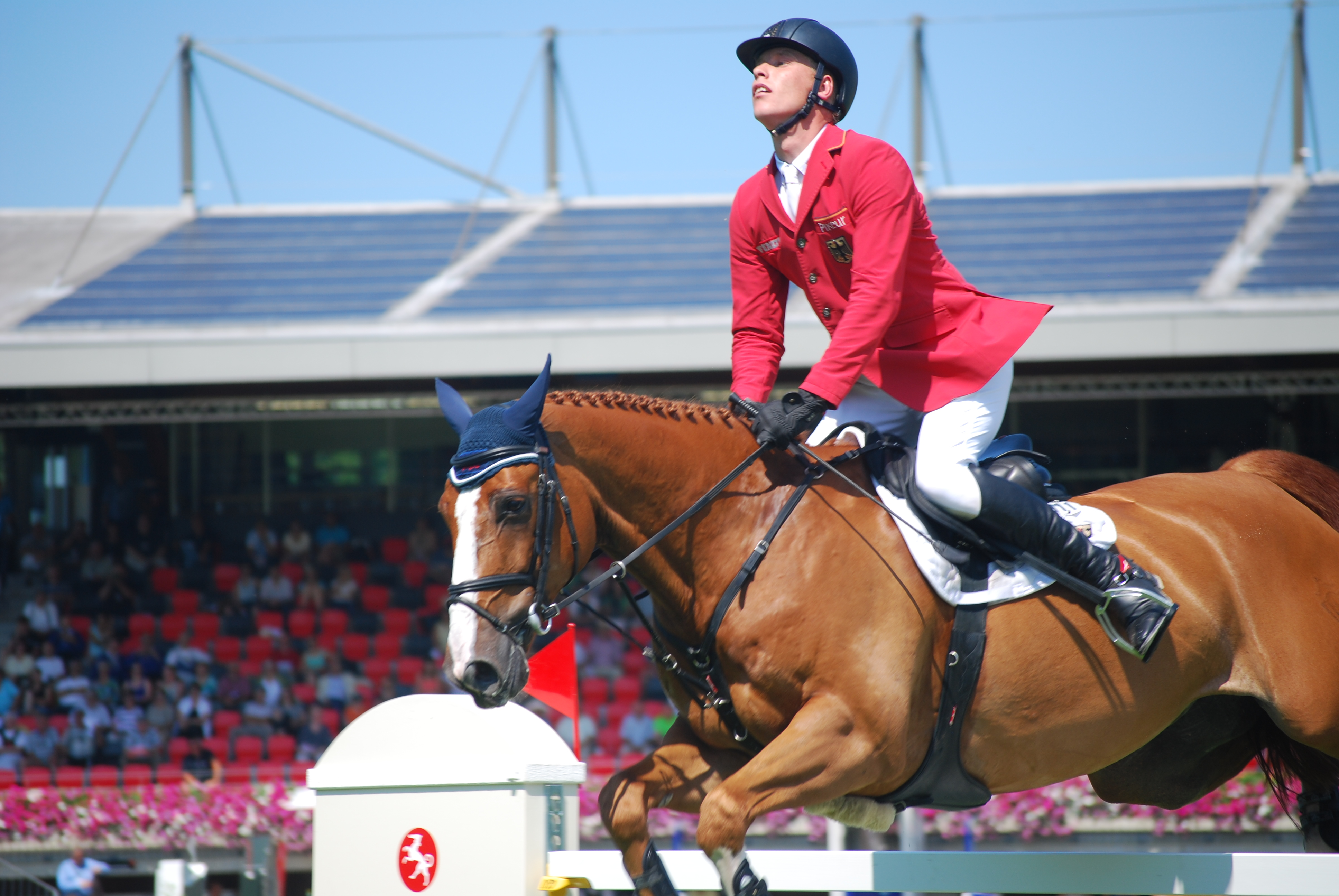
Romain Duguet et Quorida de Treho au CSIO de Saint-Gall en 2015.

Quorida accède à ses premiers concours de saut internationaux 5 étoiles (CSI5*) en 2013, représentant l'équipe suisse sous la selle de Romain Duguet. Propriété de Christiana Duguet, elle est alors entraînée par Thomas Fuchs pendant 4 ans. La jument est hébergée aux écuries de Gümligen, près de Berne.
Vainqueur du Saut Hermès, du Concours de saut international officiel de Saint-Gall, et médaille de bronze par équipe aux Championnats d'Europe de 2015 à Aix-la-Chapelle, elle est élue cheval de l'année 2015 en Suisse par les lecteurs germanophones du journal PferdeWoche,. Elle permet au cavalier français naturalisé suisse Romain Duguet d'accéder au plus haut niveau de compétition, sa victoire dans le saut Hermès représentant aussi la toute première victoire de Duguet dans un CSI5*. Elle remporte l'étape de la Coupe du monde d'Helsinki en 2015 et 2016. Elle participe à la Coupe du monde de Göteborg en 2016. 
Romain Duguet la préserve début 2016, en vue de sa participation aux Jeux olympiques. Elle est mise deux mois au repos, puis reprend doucement la compétition avec le CSI2* du Mans début mars 2016. En juin 2016, lors du CSIO de Saint-Gall, la jument commet une faute, mais réalise néanmoins la meilleure performance du jour pour l'équipe suisse, qui termine à la 6e place. Sélectionnée pour les Jeux olympiques de Rio, elle participe à la finale individuelle, terminant à la 32e place.

### Blessures et retraite
La dernière apparition de Quorida sur un CSI5* a lieu à Bâle, en janvier 2017.
La jument est légèrement blessée et ne participe donc pas au CSI de Zurich. Elle subit une opération du boulet et reste en convalescence durant un an, recommençant à travailler au trot en novembre 2017, avec un retour à la compétition annoncé pour début 2018. Elle se re-blesse en avril 2018.  
Elle est mise à la retraite le 4 septembre 2018, à l'âge de 14 ans,, alors qu'elle était la jument de tête de Duguet. Elle est récupérée par Jean-Michel Gaspard, à Rosières-aux-Salines. En 2019, après un an de retraite, son compagnon d'écurie est un poney Shetland noir.

## Palmarès

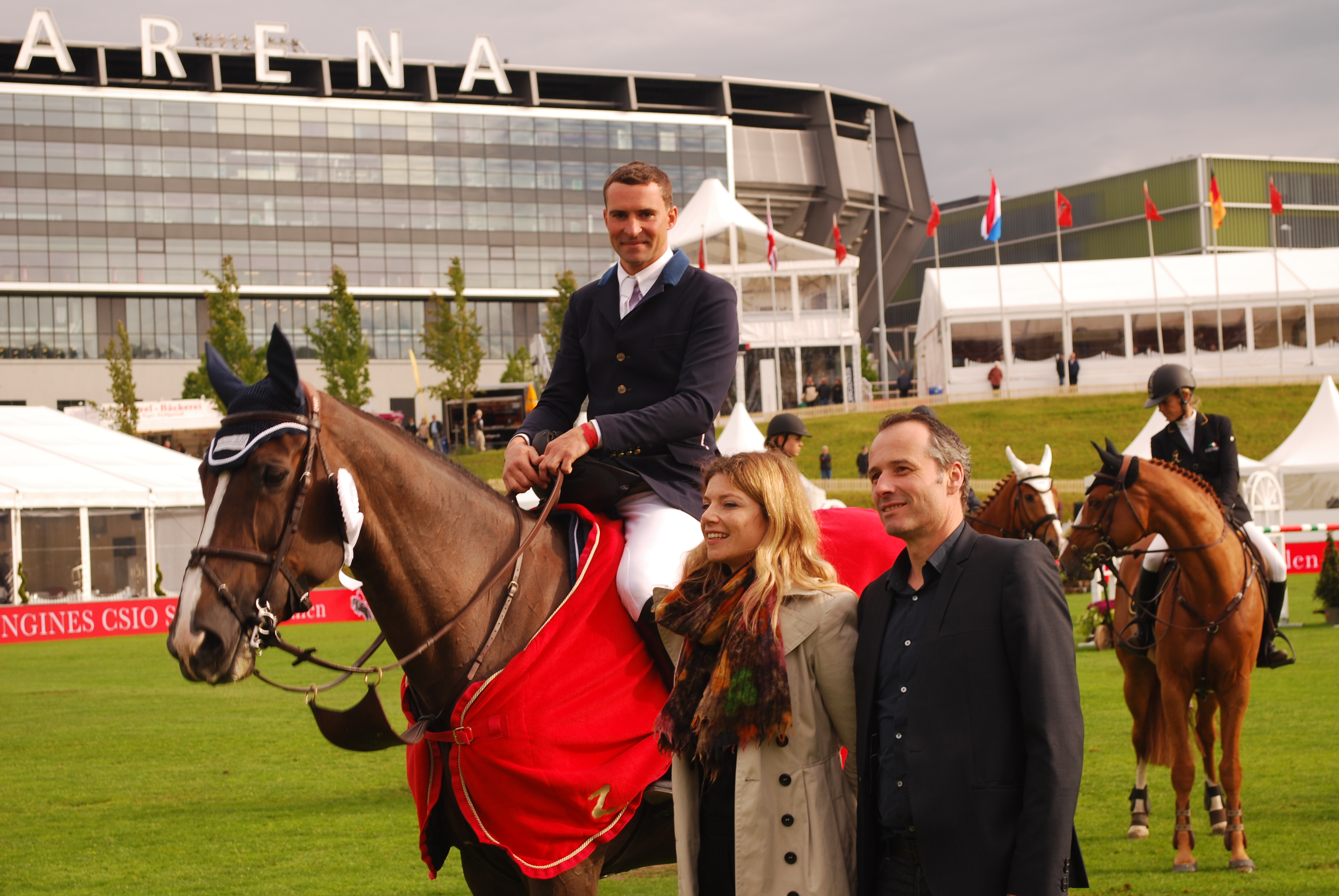
Quorida de Treho montée par Romain Duguet au CSIO de Saint-Gall en 2013.

### 2015
Quorida se place 20e du classement mondial des chevaux d'obstacle de la WBFSH, établi en octobre 2015. Elle est aussi élue Cheval de l'année 2015 en Suisse par les lecteurs et lectrices du magazine alémanique PferdeWoche.
- 12 avril 2015 : vainqueur du Grand Prix 5* du Saut Hermès[7],[13], au terme d'un double parcours sans faute en 38 s 99[25],[26].
- Juin 2015 : vainqueur du Grand Prix du CSIO de Saint-Gall[7].
- Médaille de bronze par équipe aux Championnats d'Europe de saut d'obstacles de 2015 à Aix-la-Chapelle[10].
- Octobre 2015 : vainqueur du Grand Prix de la Coupe du monde de saut d'obstacles 2015-2016 d'Helsinki[18].

### 2016
Elle se place 70e du classement mondial des chevaux d'obstacle, établi en octobre 2016.
- Mars : 16e à la finale de la coupe du monde FEI à Göteborg[1].
- Août : 32e en individuel[1] et 6e par équipe aux Jeux olympiques de Rio[18],[28].
- Octobre : vainqueur du Grand Prix Coupe du monde d'Helsinki[29], au terme d'un barrage de 14 concurrents[30].

### 2017
- Janvier : 24e du CSI5* de Bâle[1].

## Description

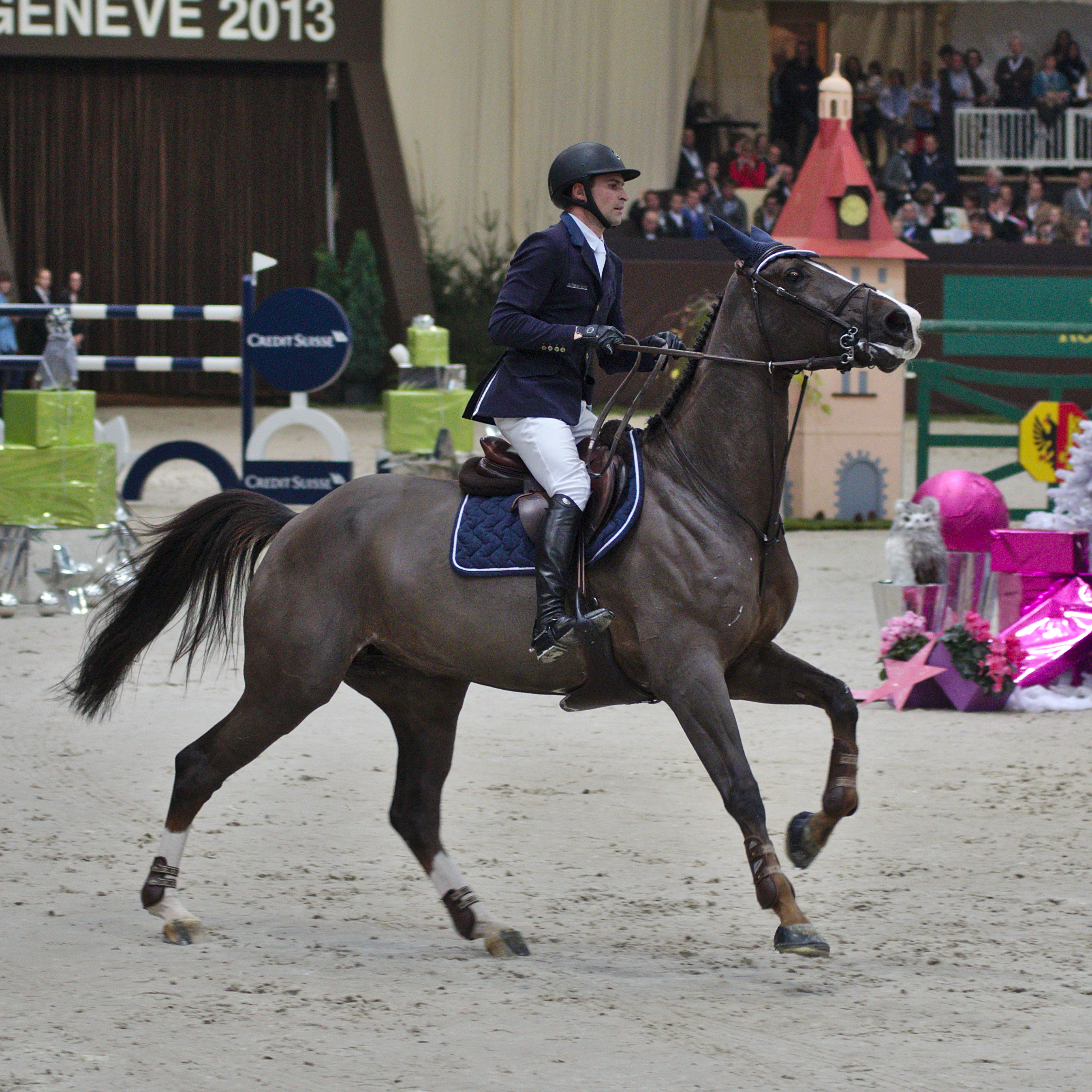
Quorida de Treho montée par Romain Duguet au CHI de Genève de 2013.

Quorida de Treho est une jument de robe alezane brûlée, inscrite au studbook du Selle français. Elle est surnommée « Coco ». La journaliste du Temps Julie Conti la décrit comme « grande » et « puissante », en 2017.
Son cavalier Romain Duguet estime qu'elle fait partie des meilleurs chevaux du monde, la décrivant comme charismatique et attachante. Il la décrit comme raide à l'obstacle, mais disposant de beaucoup de sang et d'énergie. Elle est décrite comme respectueuse des barres, énergique et douée d'une bonne force. C'est aussi une jument assez solitaire, qui tend à rester seule dans un coin de son box.

## Origines
Quorida de Treho est une fille de l'étalon Kannan. Sa mère, Dalais, est une fille de Tolbiac des Forêts. Cette jument, née à Quiberon chez Hélène Marie, a été acquise par l'élevage de Treho en 2000. Les succès de Quorida ont nettement popularisé l'élevage de Treho.
Quorida présente 37,59 % d'origines Pur-sang.

## Descendance
Le premier poulain de Quorida, une pouliche, naît en mai 2020 après un transfert d'embryon vers une mère porteuse. Le père de cette pouliche est l'étalon Contendro. Trois poulains de Quorida et Contendro sont enregistrés comme nés en 2020 : la pouliche Kissme Coco, et deux mâles bais, Koeur de Coco et Kosmic Coco.